# Daniele Bartocci
Daniele Bartocci (Jesi., 1989) es un periodista, escritor, ensayista, comentarista deportivo y profesional de la gastronomía italiano.

## Biografía y carrera
Sobrino de Alberto Santoni (primer entrenador asistente italiano de Julio Velasco en la Serie A2 de voleibol en Jesi en 1983) y primo del actor Luke Conor. Dio sus primeros pasos en el periodismo desde muy joven en algunos periódicos y medios de comunicación italianos, tras un temprano debut en el Corriere Adriatico. Es autor de un ensayo premiado sobre el primer año en Italia (Jesi, 1983) de Julio Velasco. Ganó el Premio Renato Cesarini en memoria del futbolista creador de la Zona Cesarini.

## Programas de radio y televisión
Es comentarista de varios periódicos y del famoso programa deportivo italiano El Proceso de Biscardi.  Juez del concurso de talentos 'King of Pizza' en el circuito Sky, formato creado por el Equipo Nacional italiano de Pizzeros Dovilio Nardi (poseedor de 8 Récords Mundiales Guinness).

## Obras
- Happy Hour como un campeón en barTocci, 2021, ISBN. 9788892375222[6]

## Premios
- Global Recognition Award 2024[7]
- Premio Renato Cesarini 2020[8]
- Premio Pietro Mennea 2024[9]
- Premio Andrea Fortunato 2024[10]
- Premio 100 Eccellenze Italiane 2023 en Montecitorio[11]
- Myllennium Award 2020[12]
- Premio Giovanni Arpino 2020[13]
- Food and Travel Awards 2022[14]